# Pension Hommeles
Pension Hommeles is een Nederlandse 'serie muzikale blijspelen', die oorspronkelijk tussen 5 oktober 1957 en 5 april 1959 werd uitgezonden. De serie wordt algemeen beschouwd als de eerste echte Nederlandse televisieserie. De reeks telt officieel 16 afleveringen, waarvan er echter slechts 9 bewaard zijn gebleven op film.
De serie is geschreven door Annie M.G. Schmidt en geproduceerd door Wim Ibo, die ook elke aflevering als verteller inleidt. De serie heet officieel Hommeles maar is in de volksmond altijd Pension Hommeles genoemd. Bij de latere afleveringen werd de serie ook op de titelrol Pension Hommeles genoemd.

## Opzet
De serie gaat over een pension en over alles wat er zoal mis kan gaan tussen de bewoners.
Een paar onderwerpen staan door de serie heen centraal, zoals het (naderende) huwelijk van Floortje en Gijs, de opbloeiende relatie tussen Bella en Jasper, de strijd van de keurige Paula tegen haar onkreukbare imago en de verwondering over het Hollandse leven van werkstudent Dinky. Verder komen er per aflevering de nodige verwikkelingen voor.

## Muziek
De liedjes werden gecomponeerd door Cor Lemaire, en live in de uitzending gespeeld door zijn kamer-kwartet. Voor zover bekend zijn de liedjes nooit op plaat of cd uitgebracht, met uitzondering van vier liedjes, waaronder "ik zou je 't liefste in een doosje willen doen", die door Donald Jones (als Donald "Dinky" Jones) op een ep'tje zijn gezet.
De tekst van de herkenningsmelodie is als volgt:
- 't Is weer hommeles, 't is weer hommeles
- 't Is weer hommeles, hommeles, hommeles, hommeles, hommeles!
- 't Had zo mooi kunnen zijn, en zo heerlijk en zo fijn
- maar 't is weer hommeles, 't is weer hommeles
- 't Had zo goed kunnen zijn, rozengeur en maneschijn
- maar 't is weer hommeles, 't is weer hommeles
- 't Ziet er zo lief uit, maar je vergist je:
- al dat moois is een heel dun vernisje!
- Hei-hei-hei, kijk nou die rommel -es
- 't is weer hommeles, hommeles, hommeles, hommeles, hom-me-les!

## Uitzendingen
De meeste afleveringen werden uitgezonden door de VARA, maar op momenten dat die omroep geen uitzending had, nam de VPRO het programma over om de continuïteit te handhaven. De aflevering van 24 mei 1958 werd door de NTS uitgezonden.
Een aantal afleveringen is live uitgezonden en dus nooit opgenomen, van 9 afleveringen bestaat nog een registratie op film (een zogeheten telerecording). Een aantal van die bewaard gebleven afleveringen is eind jaren 80 herhaald, terwijl vier van de afleveringen al eerder, in de zomer van 1968, werden herhaald. In mei 2007 zijn op het digitale kanaal HilversumBest alle negen bewaard gebleven afleveringen in chronologische volgorde herhaald.
In 2009 werden de negen bewaard gebleven afleveringen uitgebracht op dvd als onderdeel van een "Annie M.G. Schmidt-collectie" waarin ook de opnames verschenen van de televisieseries Beppie en Pleisterkade 17.
In januari 2010 hield het digitale televisiekanaal Cultura 24 een speciale Annie M.G.Schmidt-maand. Tijdens deze maand zijn ook weer enkele afleveringen van Pension Hommeles uitgezonden.
In november 2011 herhaalt themakanaal Best 24 opnieuw een aantal afleveringen van de serie in het kader van 60 jaar TV.

## Rolverdeling
| Personage                                | Acteur/actrice   |
| ---------------------------------------- | ---------------- |
| Floor Vogelaar, pensionhoudster          | Mieke Verstraete |
| Gijs van Dam, haar toekomstig echtgenoot | Kees Brusse      |
| Paula Metz, secretaresse                 | Maya Bouma       |
| Bella Sanders, mannequin                 | Mimi Kok         |
| Jasper Forel, belastingconsulent         | Henk van Ulsen   |
| Baron Van Bokschoten, grafoloog          | Walter Kous      |
| Dinky Henderson, werkstudent             | Donald Jones     |
| Verteller                                | Wim Ibo          |

### Gastrollen
| Personage                                          | Acteur/actrice         |
| -------------------------------------------------- | ---------------------- |
| Mevrouw De Wit, diëtiste en schoonheidsspecialiste | Mary Dresselhuys       |
| Mevrouw Liedeke Haafkens, pianolerares             | Mien Duymaer van Twist |
| Pieter van Looy, beeldhouwer                       | Ko Arnoldi             |
| Klaartje Binnendijk, leerling van mw.Haafkens      | Roekie Aronds          |
| Dhr. Bloem, tv-bezitter                            | Herbert Joeks          |
| Mevr. Bloem                                        | Jacqueline Aalderink   |
| Meneer Linckendaal, pensiongast zonder kussen      | Henk Janmaat           |
| Stewardess                                         | Ank van der Moer       |
| Filmproducent Tempel                               | Ko van Dijk jr.        |
| Verpleegster van dhr. Tempel                       | Teddy Schaank          |
| Kok                                                | Cees Laseur            |
| Dienstmeisje                                       | Erna Droog             |
| Dirk Jansen                                        | Ramses Shaffy          |
| Herman Hanekerk, rondtrekkend evangelist           | Guus Oster             |
| Emma van Otterloo, tante van Floor                 | Sara Heyblom           |
| dhr. Douwes                                        | Guus Hermus            |

## Afleveringen
| Aflevering | Titel                      | Uitzenddatum                         |
| ---------- | -------------------------- | ------------------------------------ |
| 1          | Kamers kijken              | 5 oktober 1957                       |
| 2          | Twiet-twiet-twiet          | 2 november 1957                      |
| 3          | De Franse slag             | *30 november 1957 (bewaard gebleven) |
| 4          | Ketoto                     | 28 december 1957                     |
| 5          | Nattigheid                 | 1 februari 1958                      |
| 6          | Deze kant boven            | *1 maart 1958 (bewaard gebleven)     |
| 7          | Toekomstmuziek             | 29 maart 1958                        |
| 8          | Hop-hop-hop                | *26 april 1958 (bewaard gebleven)    |
| 9          | 't Had zo mooi kunnen zijn | 24 mei 1958                          |
| 10         | Het ruikt naar verf        | *6 oktober 1958 (bewaard gebleven)   |
| 11         | Bruidsuikers               | *3 november 1958 (bewaard gebleven)  |
| 12         | Anders van binnen          | *1 december 1958 (bewaard gebleven)  |
| 13         | Beeldromance               | *5 januari 1959 (bewaard gebleven)   |
| 14         | Gewoon als iedereen        | *2 februari 1959 (bewaard gebleven)  |
| 15         | 't Beste beentje voor      | *2 maart 1959 (bewaard gebleven)     |
| 16         | Legpuzzel                  | 5 april 1959                         |